# Centrochria
Centrochria là một chi bướm đêm thuộc họ Geometridae.

## Các loài
- Centrochria aphthona
- Centrochria deprensa
- Centrochria metis
- Centrochria rhodomadia
- Centrochria unipunctata